# صموئيل داونينج
صموئيل داونينج (بالإنجليزية: Samuel Downing)‏ (19 يناير 1883 في المملكة المتحدة - 1974) هو لاعب كرة قدم بريطاني (وحمل سابقاً جنسية المملكة المتحدة لبريطانيا العظمى وأيرلندا) في مركز نصف الجناح. لعب مع كوينز بارك رينجرز.